# Flower Boy
Flower Boy (alternativamente intitulado Scum Fuck Flower Boy) é o quinto álbum de estúdio do rapper norte-americano Tyler, the Creator. O álbum foi lançado em 21 de julho de 2017, pelo selo da gravadora Columbia Records. Produzido inteiramente por Tyler, o álbum traz vocais convidados de uma série de artistas, como Frank Ocean, ASAP Rocky, Lil Wayne, Kali Uchis, Steve Lacy, Estelle, Jaden Smith e Rex Orange County.
Flower Boy conta com quatro singles: "Who Dat Boy" / "911", "Boredom", "I Ain't Got Time!" e "See You Again". O álbum foi amplamente aclamado pela crítica e estreou em segundo lugar na Billboard 200 dos Estados Unidos. Foi nomeado um dos melhores álbuns de 2017 e da década por várias publicações sendo indicado ao Grammy Awards de 2018 na categoria de Melhor Álbum de Rap.

## Antecedentes e gravação
Com Flower Boy, Tyler decidiu ter uma abordagem mais pessoal em comparação com seu álbum anterior, Cherry Bomb, afirmando "Para Cherry Bomb eu propositadamente pensei, eu não quero ser pessoal de forma alguma. Tipo, eu só vou fazer músicas. E nessa eu tava tipo tudo bem, deixa eu escrever cada sentimento". Tyler sentiu que a resposta geral ao Cherry Bomb foi pobre e ele queria entregar um álbum que fosse bem sucedido. Inicialmente o título oficial foi originalmente pensado para ser Scum Fuck Flower Boy, mas mais tarde foi confirmado simplesmente como Flower Boy pouco antes do lançamento. Tyler estudou obras de Max Martin, Pharrell Williams e Justin Timberlake como inspirações musicais para o álbum.
A gravação começaram no final de 2015. Como os lançamentos anteriores, o álbum foi produzido pelo próprio Tyler. Ele decidiu manter seus versos de rap curtos e diretos para dar mais destaque aos artistas convidados e à instrumentação. Muitas das canções do álbum apresentam a guitarra de Austin Feinstein. A batida usada na música "I Ain't Got Time!" foi feito inicialmente para Kanye West durante as sessões de gravação do sétimo álbum de estúdio de West, The Life of Pablo.  Depois que West recusou, a batida foi enviada para a rapper Nicki Minaj que, após um mês, também recusou. "Glitter" foi escrita para Justin Bieber; Tyler a preservou depois que Bieber não retornou nenhuma de suas ligações. "See You Again" foi escrita para o ex- membro do One Direction Zayn Malik, mas foi mantida depois que Zayn rejeitou a música duas vezes. " Who Dat Boy " foi rejeitado pelo rapper Schoolboy Q.

## Promoção
O título do álbum, as faixas e data de lançamento foram anunciados por Tyler, o Criador em 6 de julho de 2017 através de suas redes sociais. Duas capas foram reveladas após o anúncio, a capa principal desenhada pelo artista nascido em Michigan Eric White e a capa alternativa desenhada pelo próprio Tyler. O álbum vazou 11 dias antes da data de lançamento anunciada em 21 de julho.

### Singles
Após uma contagem regressiva de uma semana no Twitter e Instagram , Tyler, the Creator lançou um videoclipe, intitulado "Who Dat Boy", em seu canal oficial no YouTube em 29 de junho de 2017.  O single principal do álbum , "Who Dat Boy"/"911", contendo duas canções:" Who Dat Boy "e" 911 / Mr. Lonely "foi lançado como single duplo em 30 de junho de 2017. O single alcançou a posição 87 nos Estados Unidos Billboard Hot 100. O segundo single do álbum, "Boredom", foi lançado em 11 de julho de 2017.  O terceiro single do álbum, "I Ain't Got Time! O quarto single do álbum, "See You Again", foi lançado em 29 de agosto de 2017.

## Recepção

### Crítica
| Críticas profissionais | Críticas profissionais |
| Avaliações da crítica  | Avaliações da crítica  |
| Fonte                  | Avaliação              |
| ---------------------- | ---------------------- |
| Metacritic             | 84/100                 |

Igor foi recebido com aclamação crítica generalizada. No Metacritic, que atribui uma classificação normalizada de 100 a revisões de publicações profissionais, o álbum recebeu uma pontuação média de 84, com base em 18 avaliações.

### Desempenho comercial
Flower Boy estreou em segundo lugar na Billboard 200 dos Estados Unidos com 106.000 unidades equivalentes ao álbum, das quais 70.000 eram vendas de álbuns.

## Faixas
| Flower Boy – Edição Padrão |                                                                |                |         |  |
| N.º                        | Título                                                         | Compositor(es) | Duração |  |
| 1.                         | "Foreword" (com part. de Rex Orange County)                    |                | 3:14    |  |
| 2.                         | "Where This Flower Blooms" (com part. de Frank Ocean)          |                | 3:14    |  |
| 3.                         | "Sometimes..."                                                 |                | 0:36    |  |
| 4.                         | "See You Again" (com part. de Kali Uchis)                      |                | 3:00    |  |
| 5.                         | "Who Dat Boy" (com part. de ASAP Rocky)                        |                | 3:25    |  |
| 6.                         | "Pothole" (com part. de Jaden Smith)                           |                | 3:57    |  |
| 7.                         | "Garden Shed" (com part. de Estelle)                           |                | 3:43    |  |
| 8.                         | "Boredom" (com part. de Rex Orange County e Anna of the North) |                | 5:20    |  |
| 9.                         | "I Ain't Got Time!"                                            |                | 3:26    |  |
| 10.                        | "911 / Mr. Lonely" (com part. de Frank Ocean e Steve Lacy)     |                | 4:15    |  |
| 11.                        | "Droppin' Seeds" (com part. de Dwayne Carter, Jr.)             |                | 1:00    |  |
| 12.                        | "November"                                                     |                | 3:45    |  |
| 13.                        | "Glitter"                                                      |                | 3:44    |  |
| 14.                        | "Enjoy Right Now, Today"                                       |                | 3:55    |  |
| Duração total:             | Duração total:                                                 | Duração total: | 46:34   |  |

## Certificações
| País                       | Certificação | Vendas    |
| -------------------------- | ------------ | --------- |
| Austrália (ARIA)           | Ouro         | 35.000    |
| Canadá (Music Canada)      | Ouro         | 40.000    |
| Dinamarca (IFPI Dinamarca) | Ouro         | 10.000    |
| Reino Unido (BPI)          | Ouro         | 100.000   |
| Estados Unidos (RIAA)      | Platina      | 1.000.000 |

## Prêmios e indicações
| Ano  | Cerimônia     | Categoria           | Resultado | Ref    |
| ---- | ------------- | ------------------- | --------- | ------ |
| 2018 | Grammy Awards | Melhor Álbum de Rap | Indicado  | [ 24 ] |